# エメ・ボンプラン

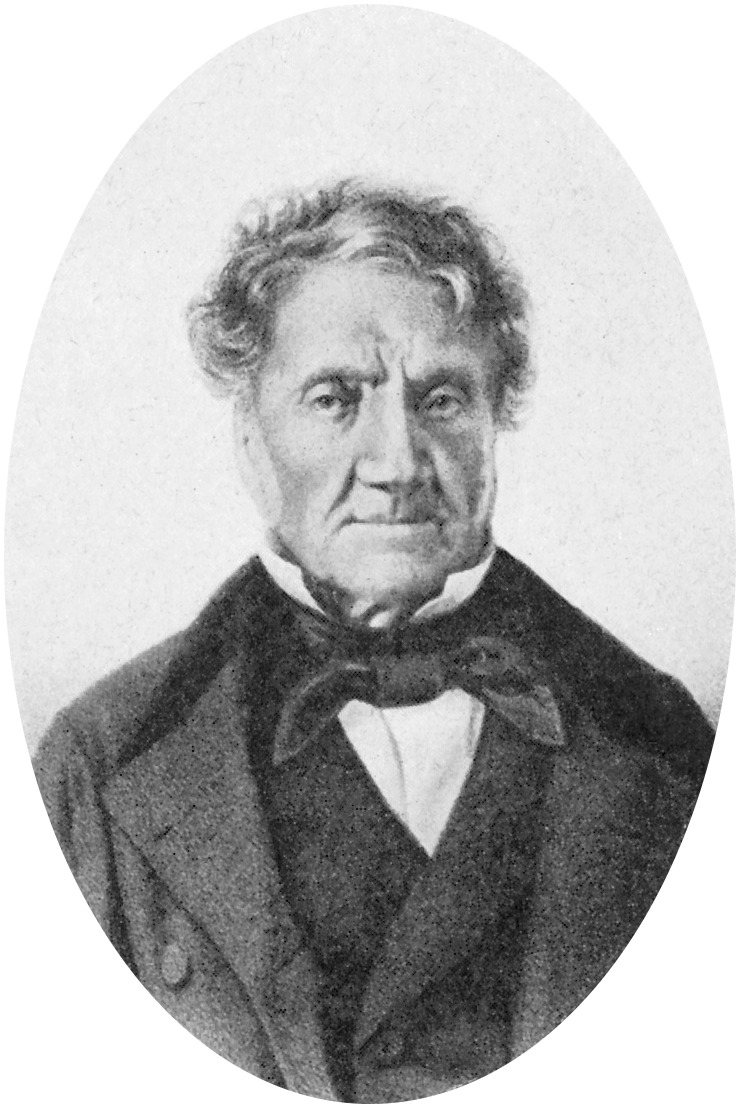
Aimé Bonpland.

エメ・ボンプラン（Aimé Jacques Alexandre Bonpland、1773年8月29日 - 1858年5月4日）はフランスの探検家、博物学者、植物学者である。本名はGoujaudである。

## 生涯
ラ・ロシェルに生まれた。フランス陸軍の外科医を務めた後、パリで J. N. Corvisartのもとで学んだ後、アレクサンダー・フォン・フンボルトとともに、メキシコ、コロンビア、オリノコ川、アマゾン川の地域を5年に渡って、旅した。この旅行の間に ヨーロッパには知られていなかった、60,000種の植物を集め、分類した。 1808年からパリで出版された Plantes equinoxialesにボンプランの発見は発表された。この旅の様子はダニエル・ケールマンの小説Die Vermessung der Welt（日本語訳『世界の測量』：三修社）で描かれた。
1802年、南米の調査中、フンボルトとエクアドル人のカルロス・モントゥーファル（Carlos Montúfar）らと共にアンデス山脈のチンボラソ山（6,310m）登頂に挑戦している。彼らは5,875m地点まで到達したが、高山病にかかった者が何人かいたためそこで引き返している。これは、当時のヨーロッパ人が到達した最も高い地点である（インカの人々はさらに高い山に登っていたとも言われる）
パリに戻った後、マルメゾン城の庭園の監督となり、1806年にMonographie des Melastomes、1813年に Description des plantes rares cultivées à Malmaison et à Navarreを出版した。1816年にヨーロッパのいろいろな植物を携えて、自然史の教授となるためにブエノスアイレスに渡ったが、南アメリカ中部の探検に向かった。1821年にボリヴィアを旅行中にパラグアイの独裁者のホセ・ガスパル・ロドリゲス・デ・フランシアの軍に拘束され1831年まで拘留された。
解放された後、アルゼンチン、Corrientesの San Borgaに住み、1853年にSanta Anaに移った。
小惑星(9587) Bonplandや月のクレーターに命名された。